# Amphilius dimonikensis
Amphilius dimonikensis es una especie de pez de la familia Amphiliidae en el orden de los Siluriformes.

## Morfología
• Los machos pueden llegar alcanzar los 5,6 cm de longitud total.

## Distribución geográfica
Se encuentran en África: República del Congo.